# Körper (Algebra)

Körper im Zusammenhang mit ausgewählten mathematischen Teilgebieten (Klassendiagramm)

Ein Körper (englisch field) ist im mathematischen Teilgebiet der Algebra eine ausgezeichnete algebraische Struktur, in der eine Addition, Subtraktion, Multiplikation und Division auf eine bestimmte Weise durchgeführt werden können.
Die Bezeichnung „Körper“ wurde im 19. Jahrhundert von Richard Dedekind eingeführt.
Die wichtigsten Körper, die in fast allen Gebieten der Mathematik benutzt werden, sind der Körper {\displaystyle \mathbb {Q} } der rationalen Zahlen, der Körper {\displaystyle \mathbb {R} } der reellen Zahlen und der Körper {\displaystyle \mathbb {C} } der komplexen Zahlen.

## Formale Definition

### Allgemeine Definition
Ein Körper ist eine Menge {\displaystyle K}, versehen mit zwei inneren zweistelligen Verknüpfungen „{\displaystyle +}“ und „{\displaystyle \cdot }“ (die Addition und Multiplikation genannt werden), für die die folgenden Bedingungen, die Körperaxiome, erfüllt sind:
1. {\displaystyle \left(K,+\right)} ist eine abelsche Gruppe mit dem neutralen Element „0“.
2. {\displaystyle {\bigl (}K\setminus \{0\},\cdot {\bigr )}} ist eine abelsche Gruppe mit dem neutralen Element „1“.
3. Ferner gilt das Distributivgesetz:
{\displaystyle a\cdot \left(b+c\right)=a\cdot b+a\cdot c\,} und {\displaystyle \left(a+b\right)\cdot c=a\cdot c+b\cdot c\,} für alle {\displaystyle a,b,c\in K}.

### Einzelaufzählung der benötigten Axiome
Ein Körper muss also folgende Einzelaxiome erfüllen:
1. Additive Eigenschaften:
  1. {\displaystyle a+(b+c)=(a+b)+c} für alle {\displaystyle a,b,c\in K} (Assoziativgesetz)
  2. {\displaystyle a+b=b+a} für alle {\displaystyle a,b\in K} (Kommutativgesetz)
  3. Es gibt ein Element {\displaystyle 0\in K}, sodass {\displaystyle 0+a=a} für alle {\displaystyle a\in K} (neutrales Element).
  4. Zu jedem {\displaystyle a\in K} existiert ein additives Inverses {\displaystyle -a\in K} mit {\displaystyle (-a)+a=0}.
2. Multiplikative Eigenschaften:
  1. {\displaystyle a\cdot (b\cdot c)=(a\cdot b)\cdot c} für alle {\displaystyle a,b,c\in K} (Assoziativgesetz)
  2. {\displaystyle a\cdot b=b\cdot a} für alle {\displaystyle a,b\in K} (Kommutativgesetz)
  3. Es gibt ein Element {\displaystyle 1\in K\setminus \{0\}}, sodass {\displaystyle 1\cdot a=a} für alle {\displaystyle a\in K} (neutrales Element).
  4. Zu jedem {\displaystyle a\in K\setminus \{0\}} existiert ein multiplikatives Inverses {\displaystyle a^{-1}\in K} mit {\displaystyle a^{-1}\cdot a=1}.
3. Zusammenspiel von additiver und multiplikativer Struktur:
  1. {\displaystyle a\cdot (b+c)=a\cdot b+a\cdot c} für alle {\displaystyle a,b,c\in K} (Links-Distributivgesetz)
  2. {\displaystyle (b+c)\cdot a=b\cdot a+c\cdot a} für alle {\displaystyle a,b,c\in K} (Rechts-Distributivgesetz)

Aufgrund der multiplikativen Kommutativität würde es ausreichen, nur ein Distributivgesetz anzugeben.

### Definition als spezieller Ring
Ein kommutativer unitärer Ring, der nicht der Nullring ist, ist ein Körper, wenn in ihm jedes von Null verschiedene Element ein Inverses bezüglich der Multiplikation besitzt.
Anders formuliert ist ein Körper ein kommutativer unitärer Ring {\displaystyle K}, in dem die Einheitengruppe {\displaystyle K^{*}} gleich {\displaystyle K\setminus \{0\}} ist.

### Bemerkungen
Die Definition sorgt dafür, dass in einem Körper in der „gewohnten“ Weise Addition, Subtraktion und Multiplikation funktionieren sowie die Division mit Ausnahme der nicht lösbaren Division durch 0:
- Das Inverse von {\displaystyle a} bezüglich der Addition ist {\displaystyle -a} und wird meist das additiv Inverse zu {\displaystyle a} oder auch das Negative von {\displaystyle a} genannt.
- Das Inverse von {\displaystyle a} bezüglich der Multiplikation ist {\displaystyle a^{-1}} und wird das (multiplikativ) Inverse zu oder der Kehrwert von {\displaystyle a} genannt.
- {\displaystyle 0} ist das einzige Element des Körpers, das keinen Kehrwert hat, die multiplikative Gruppe eines Körpers ist also {\displaystyle K^{*}=K\setminus \{0\}}. Jegliche Lösung {\displaystyle x} jeder Gleichung {\displaystyle 0\cdot x=a\in K^{*}} verletzt die Ringaxiome.

Anmerkung: Die Bildung des Negativen eines Elementes hat nichts mit der Frage zu tun, ob das Element selbst negativ ist; beispielsweise ist das Negative der reellen Zahl {\displaystyle -2} die positive Zahl {\displaystyle 2}. Allgemein gibt es in einem Körper keinen Begriff von negativen oder positiven Elementen. (Siehe auch geordneter Körper.)

### Verallgemeinerungen: Schiefkörper und Koordinatenkörper
Verzichtet man auf die Bedingung, dass die Multiplikation kommutativ ist, so gelangt man zur Struktur des Schiefkörpers. Es gibt jedoch auch Autoren, die bei einem Schiefkörper explizit voraussetzen, dass die Multiplikation nicht kommutativ ist. In diesem Fall sind die Begriffe Körper und Schiefkörper disjunkt – und nicht hierarchisch zueinander, wie sie es bei Bourbaki sind, der Schiefkörper als Körper und die hier besprochenen Körper als kommutative Körper bezeichnen.  Ein Beispiel für einen echten Schiefkörper sind die Quaternionen.
In der analytischen Geometrie werden Körper zur Koordinatendarstellung von Punkten in affinen und projektiven Räumen verwendet, siehe Affine Koordinaten, Projektives Koordinatensystem. In der synthetischen Geometrie, in der auch Räume (insbesondere Ebenen) mit schwächeren Eigenschaften untersucht werden, benutzt man als Koordinatenbereiche („Koordinatenkörper“) auch Verallgemeinerungen der Schiefkörper, nämlich Alternativkörper, Quasikörper und Ternärkörper.

## Eigenschaften und Begriffe
- Es gibt genau eine „0“ (Null-Element, neutrales Element bzgl. der Körper-Addition) und eine „1“ (Eins-Element, neutrales Element bzgl. der Körper-Multiplikation) in einem Körper.
- Jeder Körper ist ein Ring. Die Eigenschaften der multiplikativen Gruppe heben den Körper aus den Ringen heraus. Wenn die Kommutativität der multiplikativen Gruppe nicht gefordert wird, erhält man den Begriff des Schiefkörpers.
- Jeder Körper ist nullteilerfrei: Ein Produkt zweier Elemente des Körpers ist genau dann 0, wenn mindestens einer der Faktoren 0 ist.
- Jedem Körper lässt sich eine Charakteristik zuordnen, die entweder 0 oder eine Primzahl ist.
- Die kleinste Teilmenge eines Körpers, die selbst noch alle Körperaxiome erfüllt, ist sein Primkörper. Der Primkörper ist entweder isomorph zum Körper {\displaystyle \mathbb {Q} } der rationalen Zahlen (bei Körpern der Charakteristik 0) oder ein endlicher Restklassenkörper {\displaystyle \mathbb {Z} /p\mathbb {Z} } (bei Körpern der Charakteristik {\displaystyle p}, speziell bei allen endlichen Körpern, s. u.).
- Ein Körper ist ein eindimensionaler Vektorraum über sich selbst als zugrundeliegendem Skalarkörper. Darüber hinaus existieren über allen Körpern Vektorräume beliebiger Dimension (siehe Hauptartikel Vektorraum).
- Ein wichtiges Mittel, um einen Körper {\displaystyle K} algebraisch zu untersuchen, ist der Polynomring {\displaystyle K[X]} der Polynome in einer Variablen mit Koeffizienten aus {\displaystyle K}.
  - Man nennt einen Körper {\displaystyle K} algebraisch abgeschlossen, wenn sich jedes nichtkonstante Polynom aus {\displaystyle K[X]} in Linearfaktoren aus {\displaystyle K[X]} zerlegen lässt.
  - Man nennt einen Körper {\displaystyle K} vollkommen, wenn kein irreduzibles nichtkonstantes Polynom aus {\displaystyle K[X]} in irgendeiner Körpererweiterung mehrfache Nullstellen hat. Algebraische Abgeschlossenheit impliziert Vollkommenheit, aber nicht umgekehrt.
- Wenn in einem Körper eine Totalordnung definiert ist, die mit der Addition und der Multiplikation verträglich ist, spricht man von einem geordneten Körper und nennt die Totalordnung auch Anordnung des Körpers. In solchen Körpern kann man von negativen und positiven Zahlen sprechen.
  - Wenn in dieser Anordnung jedes Körperelement {\displaystyle \alpha } durch eine endliche Summe des Einselementes übertroffen werden kann ({\displaystyle \alpha <1+1+\cdots +1}), sagt man, der Körper erfüllt das archimedische Axiom, oder auch, er ist archimedisch geordnet.
- In der Bewertungstheorie werden bestimmte Körper mit Hilfe einer Bewertungsfunktion untersucht. Man nennt sie dann bewertete Körper.
- Ein Körper {\displaystyle K} besitzt als Ring nur die trivialen Ideale {\displaystyle (0)=\{0\}} und {\displaystyle (1)=K}.
- Jeder nicht-konstante Homomorphismus von einem Körper in einen Ring ist injektiv.

## Körpererweiterung
Eine Teilmenge {\displaystyle K} eines Körpers {\displaystyle L}, die selbst mit dessen Operationen wieder einen Körper bildet, wird Unter- oder Teilkörper genannt. Das Paar {\displaystyle K} und {\displaystyle L} heißt Körpererweiterung {\displaystyle K\subset L}, {\displaystyle L/K} oder {\displaystyle L|K}. Beispielsweise ist der Körper der rationalen Zahlen {\displaystyle \mathbb {Q} } ein Teilkörper der reellen Zahlen {\displaystyle \mathbb {R} }.
Eine Teilmenge {\displaystyle U} eines Körpers {\displaystyle K} ist ein Teilkörper, wenn sie folgende Eigenschaften hat:
- {\displaystyle 0_{K}\in U}, {\displaystyle 1_{K}\in U}
- {\displaystyle a,b\in U\ \Rightarrow \ a+b\in U,\ a\cdot b\in U} (Abgeschlossenheit bezüglich Addition und Multiplikation)
- {\displaystyle a\in U\ \Rightarrow \ -a\in U} (Zu jedem Element aus {\displaystyle U} ist auch das additive Inverse in {\displaystyle U}.)
- {\displaystyle a\in U\setminus \{0\}\ \Rightarrow \ a^{-1}\in U} (Zu jedem Element aus {\displaystyle U} mit Ausnahme der Null ist auch das multiplikativ Inverse in {\displaystyle U}.)

Das algebraische Teilgebiet, das sich mit der Untersuchung von Körpererweiterungen beschäftigt, ist die Galoistheorie.

## Beispiele
- Bekannte Beispiele für Körper sind
  - der Körper der rationalen Zahlen {\displaystyle (\mathbb {Q} ,+,\cdot )}, d. h. die Menge der rationalen Zahlen mit der üblichen Addition und Multiplikation
  - der Körper der reellen Zahlen {\displaystyle (\mathbb {R} ,+,\cdot )}, d. h. die Menge der reellen Zahlen mit der üblichen Addition und Multiplikation, und
  - der Körper der komplexen Zahlen {\displaystyle (\mathbb {C} ,+,\cdot )} d. h. die Menge der komplexen Zahlen mit der üblichen Addition und Multiplikation.

- Körper können durch Adjunktion erweitert werden. Ein wichtiger Spezialfall – insbesondere in der Galoistheorie – sind algebraische Körpererweiterungen des Körpers {\displaystyle \textstyle \mathbb {Q} }. Der Erweiterungskörper kann dabei als Vektorraum über {\displaystyle \textstyle \mathbb {Q} } aufgefasst werden.
  - {\displaystyle \textstyle \mathbb {Q} ({\sqrt {2}})=\{a+b{\sqrt {2}}\mid a,b\in \mathbb {Q} \}} ist ein Körper. Es genügt zu zeigen, dass das Inverse von {\displaystyle \textstyle a+b{\sqrt {2}}\neq 0} auch von der angegebenen Form ist:
       {\displaystyle {\frac {1}{a+b{\sqrt {2}}}}={\frac {(a-b{\sqrt {2}})}{(a+b{\sqrt {2}})\cdot (a-b{\sqrt {2}})}}={\frac {(a-b{\sqrt {2}})}{(a^{2}-2b^{2})}}={\frac {a}{(a^{2}-2b^{2})}}+{\frac {-b}{(a^{2}-2b^{2})}}{\sqrt {2}}}
Eine mögliche Basis von {\displaystyle \textstyle \mathbb {Q} ({\sqrt {2}})} ist {{\displaystyle \textstyle 1,{\sqrt {2}}}}.
  - {\displaystyle \mathbb {Q} \left({\sqrt {2}},{\sqrt {3}}\right)=\left\{a+b{\sqrt {2}}+c{\sqrt {3}}+d{\sqrt {6}}\mid a,b,c,d\in \mathbb {Q} \right\}} ist ein Körper mit Basis {\displaystyle \left\{1,{\sqrt {2}},{\sqrt {3}},{\sqrt {6}}\right\}}.

- Weitere Beispiele liefern die Restklassenkörper {\displaystyle \mathbb {Z} /p\mathbb {Z} =\mathbb {F} _{p}} mit {\displaystyle p} Primzahl[1] und
  - deren endliche Körpererweiterungen, die endlichen Körper,
  - allgemeiner deren algebraische Körpererweiterungen, die Frobeniuskörper, und
  - noch allgemeiner deren beliebige Körpererweiterungen, die Körper mit Primzahlcharakteristik.
- Zu jeder Primzahl {\displaystyle p} der Körper {\displaystyle \mathbb {Q} _{p}} der p-adischen Zahlen.
- Die Menge der ganzen Zahlen {\displaystyle (\mathbb {Z} ,+,\cdot )} mit den üblichen Verknüpfungen ist kein Körper: Zwar ist {\displaystyle (\mathbb {Z} ,+)} eine Gruppe mit neutralem Element {\displaystyle 0} und jedes {\displaystyle a\in \mathbb {Z} } besitzt das additive Inverse {\displaystyle -a}, aber {\displaystyle (\mathbb {Z} \setminus \{0\},\cdot )} ist keine Gruppe. Immerhin ist {\displaystyle 1} das neutrale Element, aber außer zu {\displaystyle 1} und {\displaystyle -1} gibt es keine multiplikativen Inversen (zum Beispiel ist {\displaystyle 3^{-1}=1/3} keine ganze, sondern eine echt rationale Zahl):
  - Die ganzen Zahlen bilden lediglich einen Integritätsring, dessen Quotientenkörper die rationalen Zahlen sind.
- Das Konzept, mit dem sich der Integritätsring der ganzen Zahlen zum Körper der rationalen Zahlen erweitern und in diesen einbetten lässt, kann auf beliebige Integritätsringe verallgemeinert werden:
  - So entsteht in der Funktionentheorie aus dem Integritätsring der auf einem Gebiet der komplexen Zahlenebene holomorphen Funktionen der Körper der auf demselben Gebiet meromorphen Funktionen, und abstrakter
  - aus dem Integritätsring der formalen Potenzreihen {\displaystyle K[[x]]} über einem Körper {\displaystyle K} dessen Quotientenkörper, analog aus dem Integritätsring der formalen Dirichletreihen,
  - aus dem Ring der Polynome in {\displaystyle n} Variablen, {\displaystyle K[x_{1},x_{2},\dots ,x_{n}]}, dessen Quotientenkörper, der Körper der rationalen Funktionen {\displaystyle K(x_{1},x_{2},\dots ,x_{n})} in ebenso vielen Variablen.

## Endliche Körper
Ein Körper ist ein endlicher Körper, wenn seine Grundmenge {\displaystyle K} endlich ist. Die endlichen Körper sind in folgendem Sinne vollständig klassifiziert: Jeder endliche Körper hat genau {\displaystyle q=p^{n}} Elemente mit einer Primzahl {\displaystyle p} und einer positiven natürlichen Zahl {\displaystyle n}. Bis auf Isomorphie gibt es zu jedem solchen {\displaystyle q} genau einen endlichen Körper, der mit {\displaystyle \mathbb {F} _{q}} bezeichnet wird. Jeder Körper {\displaystyle \mathbb {F} _{p^{n}}} hat die Charakteristik {\displaystyle p}.
Im Artikel Endlicher Körper werden die Additions- und Multiplikationstafeln des {\displaystyle \mathbb {F} _{4}} gezeigt bei farbiger Hervorhebung von dessen Unterkörper {\displaystyle \mathbb {F} _{2}}.
Im Spezialfall {\displaystyle n=1} erhalten wir zu jeder Primzahl {\displaystyle p} den Körper {\displaystyle \mathbb {F} _{p}}, der isomorph ist zum Restklassenkörper {\displaystyle \mathbb {Z} /p\mathbb {Z} } und Primkörper der (Primzahl)charakteristik {\displaystyle p} genannt wird. Für {\displaystyle n\geq 2} ist {\displaystyle \mathbb {F} _{p^{n}}} niemals isomorph zu {\displaystyle \mathbb {Z} /p^{n}\mathbb {Z} }; stattdessen ist {\displaystyle \mathbb {F} _{p^{n}}} isomorph zu
{\displaystyle (\mathbb {Z} /p\mathbb {Z} )[X]/(P)},
wobei {\displaystyle K[X]} den Ring der Polynome mit Koeffizienten in {\displaystyle K} darstellt (hier ist {\displaystyle K=\mathbb {Z} /p\mathbb {Z} }) und {\displaystyle P\in (\mathbb {Z} /p\mathbb {Z} )[X]} ein irreduzibles Polynom vom Grad {\displaystyle n} ist. In {\displaystyle (\mathbb {Z} /p\mathbb {Z} )[X]} ist ein Polynom irreduzibel, wenn aus {\displaystyle P=P_{1}\cdot P_{2}} folgt, dass {\displaystyle P_{1}} oder {\displaystyle P_{2}} ein Element von {\displaystyle \mathbb {Z} /p\mathbb {Z} } ist, also ein konstantes Polynom. Hier bedeutet {\displaystyle (P)} das von {\displaystyle P} erzeugte Ideal.

## Geschichte
Wesentliche Ergebnisse der Körpertheorie sind Évariste Galois und Ernst Steinitz zu verdanken. Weitere Einzelheiten zur Genese des Begriffes liefert Wulf-Dieter Geyer in Kapitel 2 seines Beitrages, in dem er u. a. auf die Rolle Richard Dedekinds hinweist (siehe Literatur).